# Перейра, Эжидио
Эжи́дио де Арау́жо Пере́йра Жу́ниор (порт.-браз. Egídio de Araújo Pereira Júnior; род. 16 июня 1986, Рио-де-Жанейро) — бразильский футболист, левый защитник клуба «Коритиба».

## Биография
Эжидио является воспитанником футбольного клуба «Фламенго». В начале 2007 года был отдан в аренду в «Парану», где был признан лучшим левым защитником чемпионата штата 2007 года. Но так и не смог закрепиться в основном составе «Фламенго», неоднократно отдавался в различные аренды.
3 декабря 2012 года перешёл в «Крузейро». Уже в 2014 году вместе с командой выиграл чемпионат, 1 декабря 2014 года был избран лучшим левым защитником чемпионата Бразилии.
6 января 2015 года перешёл в «Днепр» (Днепропетровск), но уже в конце марта того же года покинул клуб из-за невыплаты заработной платы. Всего отыграл за «Днепр» 1 матч чемпионата и 4 матча Лиги Европы.
В начале апреля 2015 года подписал контракт с клубом «Палмейрас».

## Достижения

### Командные
- Чемпион Бразилии (3): 2013, 2014, 2016
- Чемпион Кубка Бразилии (2): 2006, 2018
- Чемпион Лиги Кариоки (3): 2008, 2009, 2011
- Чемпион Лиги Минейро (3): 2014, 2018, 2019
- Чемпион Лиги Баияно (1): 2010
- Чемпион Лиги Гояно (1): 2012
- Чемпион Кубка Северо-Востока (1): 2010

### Личные
- Участник символической сборной чемпионата штата Гояс 2012
- Участник символической сборной чемпионата Бразилии 2014
- Лучший левый защитник чемпионата Бразилии: 2014[5]